# Pieter Mulier den yngre
Pieter Mulier den yngre, född omkring 1637 i Haarlem, död den 29 juni 1701 i Milano, var en nederländsk landskaps- och marinmålare. Han var son till Pieter Mulier den äldre.
Mulier kallades i Italien och skrev sig själv Cavaliere Tempesta (italienska för "storm"), med anledning därav, att han med förkärlek målade stormfyllda havsbilder. Han gällde länge för att vara son till Pieter Molyn, trots att denne bevisligen inte hade någon son med namnet Pieter. "Tempesta", som i Antwerpen gjorde bekantskap med en karmelitmunk, begav sig helt ung till Rom, övergick där sannolikt till katolicismen, skaffade sig elever, gifte sig med systern till en av dem, men övergav henne. Han besökte därefter Venedig, Milano och Genua, förälskade sig i sistnämnda stad i en annan, lockade sin hustru dit och lät röja henne ur vägen, häktades och dömdes till döden, benådades genom inflytelserika vänners mellankomst, men satt flera år inspärrad, till dess hans gynnare, hertigen av Bracciano, utverkade hans frigivande. "Tempesta", som sålunda var inte blott en äventyrare, utan en veritabel skurk, vann och åtnjuter ännu mycken ryktbarhet genom sina skiftande öden. Hans landskap och mariner har däremot aldrig uppnått någon större berömmelse. Dekorativt hållna och anlagda på ljuseffekter, verkar de ganska tomma och ytliga. Tavlor av hans hand påträffas dock bland annat i museerna i Dresden, Braunschweig, Wien, Budapest och Prag. I några av sina landskap invävde han bibliska och historiska scener. 
Mulier är representerad vid bland annat Hallwylska museet och Nationalmuseum i Stockholm.